# Флёри-сюр-Андель (кантон)
Флёри-сюр-Андель (фр. Fleury-sur-Andelle) — упраздненный кантон во Франции, регион Верхняя Нормандия, департамент Эр. Входил в состав округа Лез-Андели.
В состав кантона входили коммуны (население по данным Национального института статистики за 2011 г.):
- Амфревиль-ле-Шам (455 чел.)
- Амфревиль-су-ле-Мон (524 чел.)
- Баквиль (570 чел.)
- Бур-Бодуэн (757 чел.)
- Вандримар (1 031 чел.)
- Дувиль-сюр-Андель (422 чел.)
- Гайярбуа-Крессенвиль (419 чел.)
- Гренвиль (569 чел.)
- Леттгив (208 чел.)
- Менескевиль (440 чел.)
- Мениль-Верклив (271 чел.)
- Перрьер-сюр-Андель (1 837 чел.)
- Перрюэль (468 чел.)
- Пон-Сен-Пьер (1 151 чел.)
- Радпон (741 чел.)
- Ренневиль (205 чел.)
- Ромийи-сюр-Андель (2 971 чел.)
- Увиль-ан-Вексен (202 чел.)
- Флёри-сюр-Андель (1 875 чел.)
- Флипу (347 чел.)
- Шарлеваль (1 849 чел.)
- Экуи (808 чел.)

В соответствии с территориальной реформой с 2015 года кантон был упразднен. Большая часть входящих в его состав коммун была включена в новый кантон Ромийи-сюр-Андель. 

## Экономика
Структура занятости населения:
- сельское хозяйство — 3,0 %
- промышленность — 38,6 %
- строительство — 7,0 %
- торговля, транспорт и сфера услуг — 28,3 %
- государственные и муниципальные службы — 23,2 %

Уровень безработицы (2011 год) - 11,5 % (Франция в целом — 12,8 %, департамент Эр — 12,5 %). 

Среднегодовой доход на 1 человека, евро (2011 год) - 23 145 (Франция в целом — 25 140, департамент Эр — 24 232).

## Политика
На президентских выборах 2012 г. жители кантона отдали в 1-м туре Франсуа Олланду 26,1 % голосов против 25,1 % у Марин Ле Пен и 23,5 % у Николя Саркози, во 2-м туре в кантоне победил Олланд, получивший 53,4 % голосов (2007 г. 1 тур: Саркози  — 27,5 %, Сеголен Руаяль — 24,0 %; 2 тур: Саркози — 51,9 %). На выборах в Национальное собрание в 2012 г. по 5-му избирательному округу департамента Эр они поддержали действующего депутата, кандидата партии Союз за народное движение Франка Жилара, получившего 27,4 % голосов в 1-м туре и 57,2 % голосов - во 2-м туре.
|  | Кандидат          | Партия                    | % голосов |
|  | ----------------- | ------------------------- | --------- |
|  | Жак Полетти       | Социалистическая партия   | 56,33     |
|  | Ален Робер        | Союз за народное движение | 21,46     |
|  | Даниэль Беллавуэн | Коммунистическая партия   | 12,53     |
|  | Ив Ланик          | Прочие левые              | 9,68      |